# Sergio Gucciardo
Sergio Bariş Gucciardo (* 19. April 1999 in Freiburg im Breisgau) ist ein türkisch-italienischer Fußballspieler auf der Position eines Stürmers.

## Karriere

### Vereine
Gucciardo, Sohn einer türkischen Mutter und eines italienischen Vaters, wechselte nach Jugendstationen beim SC Freiburg, dem Karlsruher SC und dem FC Emmendingen im Sommer 2015 zum SC Paderborn. Dort kam er im April 2017 zu drei Profieinsätzen in der 3. Liga. Im Sommer 2017 wechselte er für ein halbes Jahr zur A-Jugend des VfL Bochum.
Er kehrte anschließend im Frühjahr 2018 zur A-Jugend des SC Paderborn zurück. Ab März 2018 spielte er für dessen zweite Mannschaft in der Oberliga Westfalen. Bei der Profimannschaft kam er lediglich einmalig noch in einem Spiel des Westfalenpokals zum Einsatz.
Im Sommer 2019 vereinbarte Paderborn, zur Saison 2019/20 in die Bundesliga aufgestiegen, ein einjähriges Leihgeschäft mit dem Regionalligisten Alemannia Aachen. Nachdem Gucciardo dort in den ersten vier Ligaspielen der Saison keine Berücksichtigung gefunden hatte, wurde dieses jedoch bereits Ende August 2019 wieder aufgelöst. Anschließend wurde Gucciardo bis Saisonende an Aachens Ligakonkurrenten SV Lippstadt 08 weiterverliehen. Bis zum vorzeitigen Abbruch der Saison aufgrund der COVID-19-Pandemie kam er dort auf 14 Einsätze. Im Sommer 2020 kehrte er daraufhin zur zweiten Mannschaft der Paderborner zurück und kam dort noch in acht Oberliga-Spielen zum Einsatz, ehe der Spielbetrieb aufgrund der COVID-19-Pandemie erneut eingestellt wurde.
Im Sommer 2021 wechselte Gucciardo zum VfR Aalen in die Regionalliga Südwest, bei dem er einen Einjahresvertrag unterzeichnete. In der folgenden Saison 2021/22 kam er dort lediglich zu elf Einsätzen jeweils nach Einwechslung, woraufhin er im Sommer 2022 nach Westfalen zurückkehrte und sich dem Oberligisten Sportfreunde Lotte anschloss. In der Saison 2024/25 war er für den Ligakonkurrenten TSV Victoria Clarholz aktiv, ehe er im Sommer 2025 innerhalb der Oberliga zu Rot Weiss Ahlen wechselte.

### Nationalmannschaft
Gucciardo absolvierte für die türkische U18-Auswahl im April 2017 zwei Länderspiele.